# 1 Crónicas 25
1 Crónicas 25 es el vigesimoquinto capítulo de los Libros de Crónicas en la Biblia hebrea o el Primer Libro de Crónicas en el Antiguo Testamento de la  Biblia Cristiana. El libro está recopilado a partir de fuentes más antiguas por una persona o grupo desconocido, designado por los estudiosos modernos como «el Cronista», y su forma final se estableció a finales del siglo V o IV a. C. Este capítulo registra la organización y los departamentos de los músicos del templo levita, de tres familias principales (versículos 1-19) y el sorteo para asignar las tareas de los músicos individuales (versículos 20-31). Todo el capítulo pertenece a la sección que se centra en el reinado de David (1 Crónicas 9:35 a 29:30), que desde el capítulo 22 hasta el final no tiene paralelo en 2 Samuel.

## Texto
Este capítulo fue escrito originalmente en el idioma hebreo y está dividido en 31 versículos.

### Testigos textuales
Algunos manuscritos antiguos que contienen el texto de este capítulo en hebreo bíblico son de la tradición del Texto masorético, que incluye el Códice de Alepo (siglo X) y el Códice Leningradensis (1008).
También existe una traducción al griego koiné conocida como la Septuaginta, realizada en los últimos siglos a. C. Entre los manuscritos antiguos existentes de la versión de la Septuaginta se encuentran el Códice Vaticano (B; {\displaystyle \ ara{G}}B; siglo IV), Codex Sinaiticus (S; BHK: {\displaystyle \ ara{G}}S; siglo IV), Codex Alexandrinus (A; {\displaystyle \ ara{G}}A; siglo V) y Codex Marchalianus (Q; {\displaystyle \ ara{G}}Q; siglo VI).

## Tres familias de músicos (25:1-6)
Esta sección detalla la organización de los músicos del templo que pertenecían estrictamente a los levitas (1 Crónicas 23:30-31; cf. 1 Crónicas 15:16-24; 16:4-6). Había tres familias principales de músicos: Asaf, Jedutún y Hemán, cuyos miembros se organizaban en divisiones. Después de regresar del exilio en Babilonia, en ocasiones se considera a todos los músicos descendientes de Asaf (Esdras 2:41; 3:10; Nehemías 7:44). Nehemías 11:17 y 1 Crónicas 9:15-16 mencionan tanto a Asaf como a Jedutún, mientras que una «tercera tradición» habla de tres músicos que comprenden a Asaf, Hemán y Etán (1 Crónicas 6:44; 15:17,19). La forma similar de escribir ambos nombres ayuda a la identificación de Jedutún y Etán. El orden de Asaf, Jedutún y Hemán probablemente refleja una jerarquía más antigua, pero el tono de este pasaje eleva a la familia de Hemán como la más grande («según la promesa de Dios de exaltarlo», versículo 5). Las familias de músicos se presentan con sus deberes, como profetizar (versículos 1-3), y sus instrumentos, de modo que su canto, su interpretación y el contenido de sus salmos o música pueden verse, como en 1 Samuel 10:5 y 2 Reyes 3:15, como un énfasis en la «estrecha relación entre la música y la profecía». En 2 Crónicas 29:25, David dio una orden, que fue apoyada por dos profetas (Gad y Natán), para confirmar el cargo permanente de estos levitas como músicos del templo. Las alusiones al canto y la música como una especie de profecía (versículos 1-3; cf. 2 Crónicas 24:19-22) pueden estar relacionadas con la tradición de considerar a David como un «profeta que compuso los salmos por inspiración divina».

### Versículo 1
Además, David y los capitanes del ejército separaron al servicio de los hijos de Asaf, de Hemán y de Jedutún, que profetizaran con arpas, salterios y címbalos: y el número de los trabajadores según su servicio fue:
- «Los capitanes del ejército»: se entiende como «los que supervisaban el orden del culto en el templo» (1 Crónicas 22:17; 1 Crónicas 23:2; 1 Crónicas 24:6; cf. Números 4:3; Números 8:23).[11] Como parte del «aparato gubernamental» de David, estos oficiales (también interpretados como los «líderes del ejército») tienen voz en la organización de los cantantes.[12] El término «anfitrión» o «ejército» se refiere a un rango para los levitas, una expresión adoptada de Números 4, por ejemplo, mientras que 1 Crónicas 15:16 utiliza «jefes de los levitas», que «seleccionan a los músicos para su oficio».[8]

Asaf, Hemán y Jedutún pertenecían respectivamente a las familias gersonita, coatita y merarita (1 Crónicas 6:18–32), que son las tres ramas de los levitas. 

### Versículo 5
Todos estos eran hijos de Hemán, vidente del rey en palabras de Dios, para exaltar su poder. Porque Dios dio a Hemán catorce hijos y tres hijas.
- «Vidente»: del hebreo «hōzèh», literalmente «mirón».[14] Gad fue llamado «vidente de David» en 1 Crónicas 21:9, mientras que Jedutún fue llamado «vidente del rey» en 2 Crónicas 35:15 (en la Septuaginta: junto con Asaf y Hemán). [8][14] La palabra traducida como «vidente» en 1 Crónicas 26:28 y 1 Samuel 9:9 es diferente (en hebreo: rō'èh).[14]
- «Exaltar su poder»: significa «aumentar su poder o influencia».[15]

## Veinticuatro divisiones de músicos (25:7-31)
La asignación de 24 divisiones de músicos se asemeja a la del sacerdote, lo que sugiere que «el sacrificio y la música están estrechamente entrelazados» (cf. 23:29-30), pero, a diferencia de los sacerdotes, no se puede demostrar que ninguno de los nombres de la lista haya existido en otros textos. Cuatro divisiones de la familia de Asaf (números 1, 3, 5, 7), seis de la familia de Jedutún (números 2, 4, 8, 10, 12, 14) y 14 de la familia de Hemán (números 6, 9, 11, 13, 15-24).  Del resultado se puede deducir que los lotes no se colocaron por separado por familia, sino que todos los lotes se colocaron en una urna, por lo que después de que se extrajeran los lotes de Asaf y Jedutún, solo quedaban los hijos de Hemán.  Cada una de las 24 divisiones musicales tiene 12 miembros (24 x 12 = 288).

### Versículo 8
Y echaron suertes para su deber, tanto el pequeño como el grande, el maestro con el alumno.
- «Echaron suertes»: Se celebra una lotería para determinar las 24 divisiones (o «cursos») de los músicos (o «cantantes»), al igual que con los sacerdotes (1 Crónicas 24:5) y otros levitas (1 Crónicas 24:31).[8][12]
- «El maestro con el alumno»: traducido en la Septuaginta como τελείων καὶ μανθανόντων, «los iniciados y los aprendices».[16] «El maestro» también puede significar «el hábil», como en 1 Crónicas 25:7 (la misma palabra hebrea). [16]

### Lista de divisiones de músicos del templo
| Versículo | División | Nombre español | Familia  | Notas |
| --------- | -------- | -------------- | -------- | --- |
| 9         | 1st      | Joseph         | Asaph    | |
| 9         | 2nd      | Gedaliah       | Jeduthun | |
| 9         | 3rd      | Zaccur         | Asaph    | |
| 9         | 4th      | Izri           | Jeduthun | Zeri (צְרִ֡י) in 1 Chronicles 25:3 |
| 9         | 5th      | Nethaniah      | Asaph    | literally "Nethanyahu" (נְתַנְיָ֔הוּ; cf. 1 Chronicles 25:2 נְתַנְיָ֥ה, "Nethaniah")                                                                |
| 9         | 6th      | Jesharelah     | Heman    | Asarelah (אֲשַׂרְאֵ֖לָה) in 1 Chronicles 25:2                                                                                                   |
| 9         | 7th      | Bukkiah        | Asaph    | |
| 9         | 8th      | Jeshaiah       | Jeduthun | |
| 9         | 9th      | Mattaniah      | Heman    | |
| 9         | 10th     | Shimei         | Jeduthun | |
| 9         | 11th     | Azareel        | Heman    | Uzziel in 1 Chronicles 25:4 (like the king's names Uzziah in 1 Chronicles 3:12 and Azariah in 2 Chronicles 26:1)                         |
| 9         | 12th     | Hashabiah      | Jeduthun | Hashabyahu (חֲשַׁבְיָ֨הוּ) in 1 Chronicles 25:3                                                                                                 |
| 9         | 13th     | Shubael        | Heman    | Shebuel in 1 Chronicles 25:4 (cf. 1 Chronicles 23:16 with 1 Chronicles 24:20)                                                            |
| 9         | 14th     | Mattithiah     | Jeduthun | Other that Asaph, Jeduthun, and Heman, in this list only the name "Mattithiah" recurs elsewhere (1 Chronicles 15:18, 1 Chronicles 15:21) |
| 9         | 15th     | Jeremoth       | Heman    | Jerimoth in 1 Chronicles 25:4 |
| 9         | 16th     | Hananiah       | Heman    | literally, "Hananyahu" (חֲנַנְיָ֔הוּ); cf 1 Chronicles 25:4 (חֲנַנְיָ֣ה, "Hananiah")                                                                |
| 9         | 17th     | Joshbekashah   | Heman    | |
| 9         | 18th     | Hanani         | Heman    | |
| 9         | 19th     | Mallothi       | Heman    | |
| 9         | 20th     | Eliathah       | Heman    | Spelled as אֱלִיָּ֔תָה; cf. אֱלִיאָ֤תָה in 1 Chronicles 25:4                                                                                        |
| 9         | 21st     | Hothir         | Heman    | |
| 9         | 22nd     | Giddalti       | Heman    | |
| 9         | 23rd     | Mahazioth      | Heman    | |
| 9         | 24th     | Romamtiezer    | Heman    | |